# Обська сільська рада
Обська́ сільська рада (рос. Обской сельский совет) — сільське поселення у складі Калманського району Алтайського краю Росії.
Адміністративний центр та єдиний населений пункт — селище Алтай.

## Населення
Населення — 836 осіб (2019; 861 в 2010, 1048 у 2002).